# جوني كارسون (دبلوماسي)
جوني كارسون (بالإنجليزية: Johnnie Carson)‏ هو دبلوماسي أمريكي، ولد في 7 أبريل 1943 في شيكاغو في الولايات المتحدة.

## وصلات خارجية
- جوني كارسون على موقع إن إن دي بي (الإنجليزية)